# Radio Fest

## Radio Fest (Radio Nysa)
Radio Fest – regionalna rozgłośnia radiowa uruchomiona 22 grudnia 2009 przez chrześcijańskie Stowarzyszenie DeoRecordings. Radio ma swoją siedzibę w Gliwicach. Stacja ta nadaje na częstotliwości 100,2 MHz.
Od 2 listopada 2006 do 30 listopada 2009 nadajnik transmitował sygnał mieszczącego się w tym samym budynku Radia CCM. W sierpniu 2012 został przeniesiony do Zabrza, z jednoczesnym podwojeniem mocy ERP: z 2,0 kW do 4,0 kW.  
Radio Fest od 1 sierpnia 2023 roku ma nowego właściciela, którym jest Radiowa Agencja Reklamowa. Prezesem spółki jest Bartłomiej Piasecki. Dyrektorem programowym jest Michał Andruszko kierujący działem muzycznym Radia Fest. W roku 2024 rozgłośnia zmieniła również swoje logo. 
Strona internetowa jest w przebudowie jednak najświeższe informacje z regionu są dostępne na stronie na facebooku radia https://www.facebook.com/festradio/?locale=pl_PL
Dotychczasowe dwie załogi stacji (a więc zarówno ta pierwotna jak i tymczasowa pracująca w Radiu Fest od grudnia 2022 do lutego 2023 roku) stworzyły dwie nowe rozgłośnie grające w internecie czyli Radio Best i Radio dla Dorosłych. 
Radio Fest jest radiem komercyjnym o charakterze lokalnym. Nadawane są serwisy informacyjne, gdzie dominują doniesienia z Zabrza, Chorzowa, Bytomia, Rudy Śląskiej, Gliwic, a także okolicznych miejscowości. Muzyka prezentowana na antenie to utwory taneczne z kategorii pop, dance, eurodance. 